# Septième Ciel
Septième Ciel (Septième ciel oder stilisiert als 7ᵉ Ciel) (deutsch: „Siebter Himmel“) ist das siebte Studioalbum des französischen Sängers Marc Lavoine, das am 6. September 1999 über RCA Records und BMG erschien.

## Beschreibung
Produziert wurde das Studioalbum von Michel Cœuriot, mit Beiträgen von Pascal Obispo, Jean-Jacques Goldman, Richard Mortier, Alain Lanty, und Jean-Pierre Lousteau. Lavoine hat alle Texte selbst verfasst und zeigt damit seine Entwicklung vom romantischen Popsänger zum introspektiven Songwriter. Das Album ist eine stimmige Mischung aus Pop, Rock und Balladen, die gelegentlich von karibischen Rhythmen durchdrungen sind. Die lyrischen Themen befassen sich mit emotionaler Intimität, persönlicher Reflexion und den Nuancen der Liebe und erforschen ihre Komplexität, Einsamkeit und den Lauf der Zeit.
Die Produktion und der lyrische Inhalt des Albums markieren einen bedeutenden Schritt in Lavoines musikalischer Reise und unterstreichen sein Engagement für künstlerisches Wachstum und Authentizität.
Nach seiner Veröffentlichung erzielte 7e ciel in Frankreich einen mäßigen kommerziellen Erfolg und erreichte Platz 57 der französischen Albumcharts, wo es sich vier Wochen lang hielt. Der Erfolg des Albums konzentrierte sich größtenteils auf den heimischen Markt und hatte nur begrenzte internationale Auswirkungen. Die Kritiken waren im Allgemeinen positiv und lobten das introspektive Songwriting und die künstlerische Reife von Marc Lavoine. In den Kommentaren wurde sein Wandel von einer romantischen Popfigur zu einem nachdenklicheren und raffinierteren Texter hervorgehoben, wobei besonders hervorgehoben wurde, dass er alle zwölf Titel selbst geschrieben hat. Bis September 2016 wurde 7e ciel insgesamt 70.000 Mal verkauft.
Drei Singles wurden veröffentlicht, um das Album zu promoten: Les tournesols, Fais semblant und J’écris des chansons. Die Leadsingle Les tournesols wurde am 30. August 1999 veröffentlicht. Obwohl sie nicht in die Top 50 kam, erreichte sie Platz 62 der französischen Singles-Charts (SNEP) und markierte einen bemerkenswerten Eintrag in Lavoines Diskografie.
Die zweite Single, Fais semblant, kam nicht in die Charts, was auf ein eher verhaltenes kommerzielles Echo hinweist. J’écris des chansons, die dritte Single, hatte es ebenfalls schwer, einen nennenswerten kommerziellen Erfolg zu erzielen, was die gemischte Gesamtleistung des Albums unterstreicht. Beide Singles wurden jedoch im Jahr 2001 als Teil seines Kompilation-Albums C’est ça Lavoine (2001) veröffentlicht.